# اکوناک، اماسرا
اکوناک، اماسرا (به لاتین: Akkonak, Amasra) یک منطقهٔ مسکونی در ترکیه است که در استان بارتین واقع شده‌است.

## خصوصیات
اکوناک ۱۳۶ نفر جمعیت دارد.